# إقليم بحر الغزال

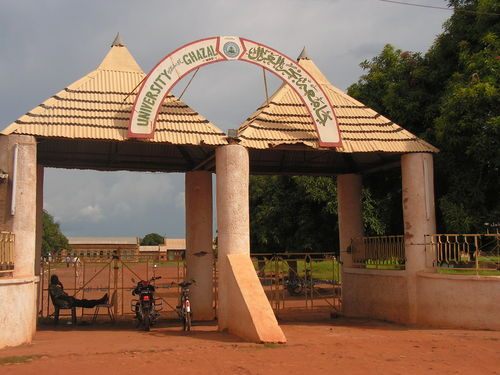
جامعة بحر الغزال احدى معالم المدينة

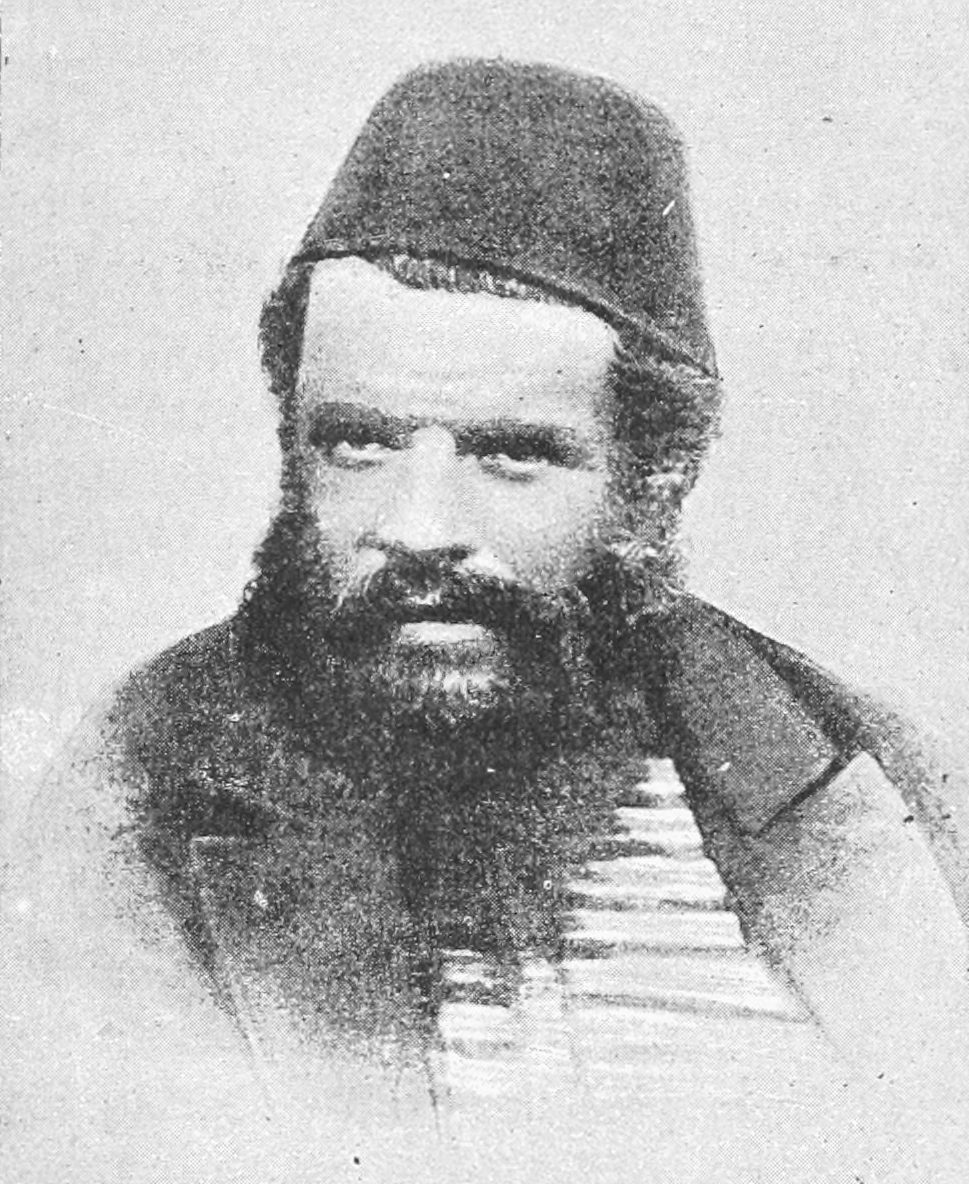
لوبتون بيه، حاكم ولاية بحر الغزال.

إقليم بحر الغزال هو إقليم في جنوب السودان واستمد اسمه من بحر الغزال.

## الولايات
يتكون الأقليم من أربع ولايات هي:
- غرب بحر الغزال
- شمال بحر الغزال
- واراب
- البحيرات

### السكان والمساحة
| العلم | الولاية          | العاصمة | السكان (2010) | المساحة (كم²) | الكثافة (/كم²) |
| ----- | ---------------- | ------- | ------------- | ------------- | -------------- |
|       | شمال بحر الغزال  | أويل    | 820,834       | 30,543.30     | 26.87          |
|       | غرب بحر الغزال   | واو     | 358,692       | 91,075.95     | 3.94           |
|       | البحيرات         | رمبيك   | 782,504       | 43,595.08     | 17.95          |
|       | واراب            | كواجوك  | 1,044,217     | 45,567.24     | 22.92          |
|       | إقليم بحر الغزال |         | 3006247       | 210781.57     | 14.26          |

## أعلام
- سالفا كير

## معرض الصور

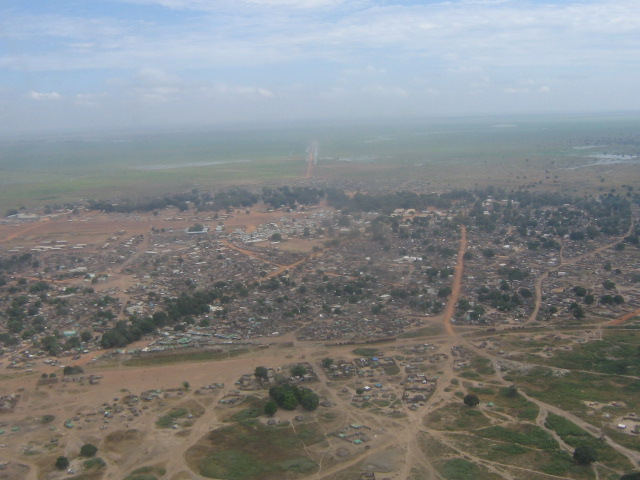
صورة جوية لمدينة أويل، جنوب السودان (2007)، عاصمة ولاية شمال بحر الغزال.
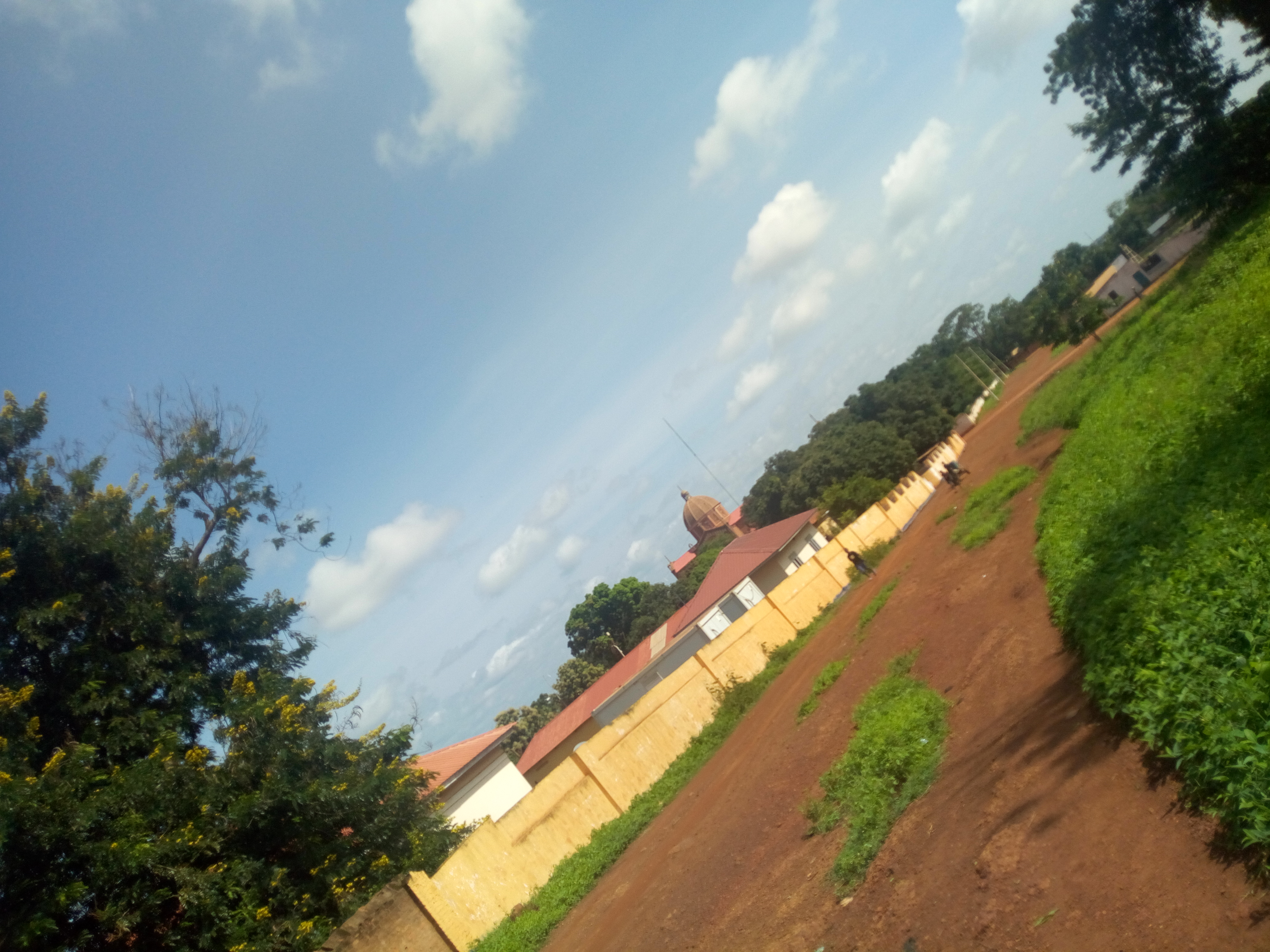
وزارة الصحة ولاية غرب بحر الغزال.
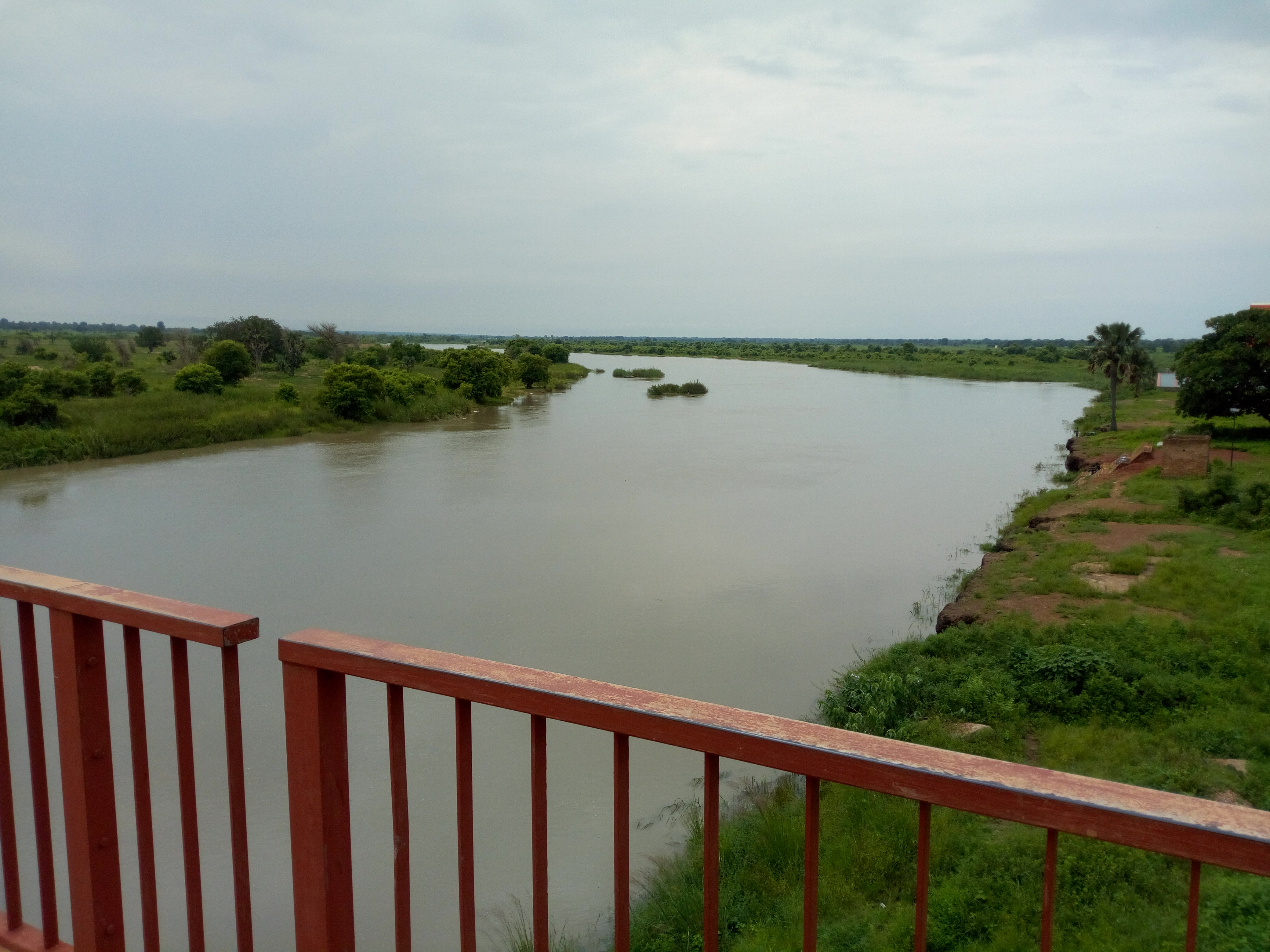
نهر جور في ولاية غرب بحر الغزال

## وصلات خارجية
- بحر الغزال، موسوعة كولومبيا، الطبعة السادسة